# Chris Carter (Basketballspieler)
Christopher John Carter (* 7. Mai 1992 in Brooklyn) ist ein US-amerikanisch-deutscher Basketballspieler.

## Laufbahn
Carter spielte an der Treasure Coast High School in Port St. Lucie (US-Bundesstaat Florida) und an der United States Air Force Academy Preparatory School Colorado, gefolgt von einer Saison in der Mannschaft der United States Air Force Academy (erste Division der NCAA).
2012 kehrte Carter nach Florida zurück und setzte Studium sowie Basketballkarriere am Florida Institute of Technology (zweite Division der NCAA) fort. Drei Jahre lang stand er in Diensten der Mannschaft Florida Techs und war durchgehend Leistungsträger. Er bestritt bis 2015 85 Spiele für die Mannschaft, die den Spitznamen „Panther“ trägt, und erzielte durchschnittlich 16,5 Punkte, 5,2 Rebounds, 5 Korbvorlagen sowie 2,3 Ballgewinne je Begegnung.
Sein erster Halt als Berufsbasketballspieler war im Spieljahr 2015/16 der ukrainische Klub Bipa Basket Odessa, anschließend spielte er ein Jahr beim deutschen Zweitligisten BV Chemnitz 99. Mit den Sachsen erreichte er im Frühjahr 2017 das Halbfinale der 2. Bundesliga ProA und erzielte 12,4 Punkte, 5,7 Korbvorlagen, 4,2 Rebounds sowie 2,1 Ballgewinne pro Partie. Während der Sommerpause 2017 wechselte innerhalb der 2. Bundesliga ProA zum SC Rasta Vechta. Carter gehörte zu den Stützen der Rasta-Truppe, die in der Saison 2017/18 Meister der zweiten Liga wurde und somit den Aufstieg in die Basketball-Bundesliga schaffte. Er erzielte in 39 Spielen 11 Punkte, 5,3 Korbvorlagen, 3,5 Rebounds und 2,1 Ballgewinn im Schnitt. Nach dem Gewinn des Meistertitels verlängerte Carter seinen Vertrag bei Rasta und ging mit den Niedersachsen in die Bundesliga. In der Saison 2018/19 zog er mit Vechta ins Bundesliga-Halbfinale ein und stand in 34 Erstligaspielen (4,0 Punkte/Partie) für die Niedersachsen auf dem Parkett. In der Sommerpause 2019 kehrte er zum Zweitligisten Chemnitz zurück. Mit der Mannschaft erlangte er 2019/20 das Bundesliga-Aufstiegsrecht, da man auf dem ersten Tabellenplatz stand, als die Saison Mitte März 2020 wegen der Ausbreitung des Coronavirus SARS-CoV-2 vorzeitig beendet wurde. Carter bereitete im Spieljahr 2019/20 pro Begegnung im Schnitt 5,1 Korberfolge seiner Nebenleute vor und erzielte selbst 9,7 Punkte je Einsatz.
Carter blieb aber in der zweiten Liga und schloss sich den Rostock Seawolves an. Mit den Norddeutschen schaffte er 2022 ebenfalls den Bundesliga-Aufstieg. Rostock stattete ihn mit einem Vertrag für die Bundesliga aus. Im Oktober 2022 nahm Carter die deutsche Staatsbürgerschaft an. Im selben Monat veröffentlichte er ein Kinderbuch in englischer und deutscher Sprache.
Im Sommer 2024 verließ er Rostock und wechselte zum Zweitligisten Science City Jena. Ende Mai 2025 wurde er mit der Mannschaft Zweitligavizemeister.